# Лерос
Лерос (грец. Λέρος) — острів в Егейському морі, належить Греції. Згідно з переписом населення 2001 року, на острові мешкало 8 207 осіб.

## Географія
Лерос розташований за 317 км (171 морських миль) від Афін. Входить в групу островів Додеканес. Острів розташований між Патмосом і Калімносом. Острів займає площу близько 53 км². Довжина берегової лінії сягає 71 км. На острові розташований невеликий аеропорт.

### Населені пункти
- столиця острова — місто Платанос
- основний порт — Лаккі
- Ая-Маріна
- Пантелі
- Алінді
- Парфені
- Ксирокампос

## Історія
Острів заселений ще в античну добу вихідцями із Мілету. Відомо, що лероссців був поширений культ богині Артеміди..
Лерос відомий як батьківщина давньогрецького історика, логографа, Ферекіда.

## Фортеця Діви Марії

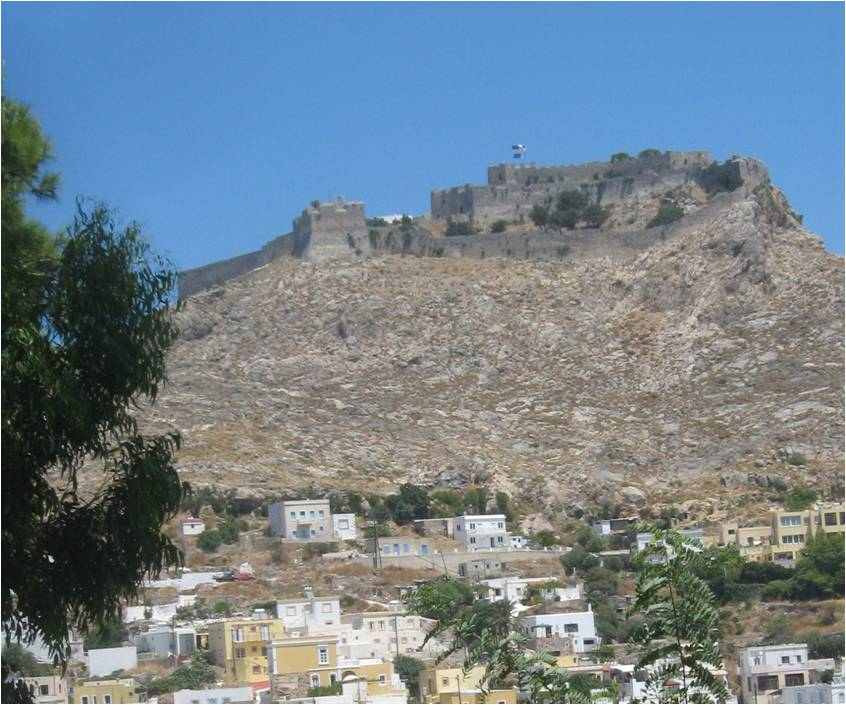
Фортеця Діви Марії (Лерос)

Фортеця була побудована в XXI ст візантійцями для оборони північно-східної частини острова. В 1087 році фортеця за наказом візантійського імператора Олексія I Комніна перейшла до Осіоса Христодулоса для заснування монастиря. Фортеця як і весь острів перейшли до генуезців, потім венеційців (XIII ст), а в 1309 році до лицарів госпітальєрів, які внесли зміни та реставрували укріплення. Замок витрмав турецькі облоги в 1505 і 1508  роках, проте перейшов до османів у 1522 році після завершення облоги Родосу.  В 1912-1945 роках фортеця використовувалась італійськими військами як військова база.
(Додатково: Фортеця Діви Марії у Вікісховищі)